# 吉多·富尔斯特
吉多·富尔斯特（德語：Guido Fulst，1970年6月7日—），德国男子自行车运动员。他曾代表德国参加1992年、1996年、2000年和2004年夏季奥林匹克运动会自行车比赛，获得二枚金牌和一枚铜牌。